# Casa Engràcia Viñas
La Casa Engràcia Viñas és una obra de Sant Joan Despí (Baix Llobregat) inclosa a l'Inventari del Patrimoni Arquitectònic de Catalunya.

## Descripció
Es tracta d'una casa de planta baixa i pis. Amb dos portes d'accés frontal. De planta rectangular. La façana, decorada amb pedra i trencadís, és rematada per quatre elements verticals que marquen tota l'edificació i que es repeteix al darrere de la casa, tancant el pati que hi ha a la part posterior. Destaca també a la façana la fornícula o nínxol de forma triangular, dins la qual hi ha una imatge de la Moreneta.

## Història
Va ser una obra promoguda per Engràcia Viñas, Vda. De Balet, domiciliada al carrer de Bruc núm. 25, pral. de Barcelona, en el moment en què sol·licità la llicència municipal d'obres, a l'octubre de 1911.